# Schwarze Garde (Landsknechtsregiment)
Die Schwarze Garde oder Große Garde war ein seit etwa 1488 bestehendes Landsknechtsregiment, das aus den Niederlanden, dem friesischen und Groninger Land rekrutiert wurde.

## Geschichte
Das Regiment diente unter verschiedenen Herren und war auf die Unterwerfung freier Bauernschaften an der Nordseeküste spezialisiert. Ab ca. 1495 war Thomas Slentz der Anführer. 1498 diente die Schwarze Garde dem Herzog Magnus I. von Sachsen-Lauenburg und seinem Vater bei einem Heereszug in das Erzstift Bremen und im folgenden Jahr in das Land Wursten. Anfang 1500 wechselte die Schwarze Garde in den Dienst des dänischen Königs Johann I. und kämpfte in der Schlacht bei Hemmingstedt erfolglos und unter Verlust von 800 Mann gegen die Bauernrepublik Dithmarschen. Bei diesen Kämpfen fiel auch Thomas Slentz.
In der Folge ist nicht belegt, ob die Schwarze Garde zerfiel und später neu gebildet wurde, oder ob die Einheit fortlaufend weiter existierte.
In Vorbereitung eines Feldzuges im Rahmen der sächsischen Fehde gegen Edzard I. durch Georg von Sachsen wird eine Schwarze Garde 1514 wieder erwähnt. Unter der Führung von Hugo von Leisenich nimmt die Schwarze Garde in einer Stärke von 4000 Mann an einem Feldzug in Ostfriesland teil und verwüstet dort im April und Juni viele Orte, unter anderem die Stadt Norden.
Mit Ende der sächsischen Fehde wurde die Schwarze Garde, mittlerweile 5000 Mann stark, ausgezahlt. Während einige in den Dienst Karls traten und andere nach Hause zurückkehrten, wurde die Mehrheit als Verband von Karl von Egmond, Herzog von Geldern in Lohn genommen und nahm unter Führung des Feldoberst Asche von Cramms an Karls Feldzug nach Italien teil, wo sie in französischen Dienst trat. Dort wurde sie mit einem existierenden Landsknechtskontingent von 12.000 Mann vereint, das ursprünglich 1514 für eine Invasion Englands unter Richard de la Pole zusammengestellt wurde.
Das Gesamtkontingent nahm als „Schwarze Legion“ oder „Schwarze Bande“ an der Schlacht von Marignano in entscheidender Rolle teil. In der Schlacht bei Pavia 1525 wurde die Schwarze Bande durch die kaiserlichen Landsknechte unter Frundsberg und Ems vernichtet.

## Andere „Schwarze“ Haufen
Die „Schwarze Armee“ des Matthias Corvinus, des Königs von Ungarn, zerfiel etwa zeitgleich mit dem Entstehen der Schwarzen Garde.
Der Arumer Zwarte Hoop (Schwarzer Haufen) entstand 1514/15 etwa zeitgleich in Friesland – nahe der Region, in der die Schwarze Garde kurzzeitig ohne Lohn stand und später in die Dienste des Herzogs von Geldern übertrat. Der im Wesentlichen aus Bauern bestehende Verband wurde bis 1523 in Geldern aufgerieben.
Der Schwarze Haufen des Florian Geyer entstand 1525 kurz nach der Vernichtung der Schwarzen Bande bei Pavia. Er wurde im Rahmen der Bauernkriege noch 1525 zerschlagen.
Die Schwarze Bande in französischen Diensten wurde 1526 aus 4000 Landsknechten neu gegründet. Sie ergab sich 1528 nach der erfolglosen Belagerung von Neapel den Kaiserlichen, die 2000 Überlebenden traten in kaiserlichen Dienst.